# 布里奇伯勒 (新澤西州)
布里奇伯勒（英語：Bridgeboro）是位於美國新澤西州伯靈頓縣的非建制地區。

## 歷史
布里奇伯勒的郵局於1849年設立，其後於1859年停運。

## 地理
布里奇伯勒所處的海拔為高於海平面12米（即39英呎），而該地所採用的時區為UTC-5，即北美东部时区（EST）。同時該地設有夏令時間，為UTC-5調快一小時，即UTC-4（EDT）。